# Czajcze, West Pomeranian Voivodeship
Czajcze [ˈt͡ʂai̯t͡ʂɛ] (tiếng Đức: Deep) là một khu định cư ở khu hành chính của Gmina Mielno, thuộc quận Koszalin, West Pomeranian Voivodeship, ở phía tây bắc Ba Lan. Nó nằm khoảng 13 kilômét (8 mi) phía bắc Koszalin và 143 km (89 mi) về phía đông bắc của thủ đô khu vực Szczecin.
Trước năm 1637, khu vực này là một phần của Duchy of Pomerania. Đối với lịch sử của khu vực, xem Lịch sử của Pomerania.